# Tavant
Tavant ist eine französische Gemeinde mit 267 Einwohnern (Stand 1. Januar 2022) im Département Indre-et-Loire in der Region Centre-Val de Loire.

## Geografie
Die Gemeinde Tavant liegt am linken Ufer der Vienne. Das Gemeindegebiet ist Bestandteil des Regionalen Naturparks Loire-Anjou-Touraine.

## Geschichte
Tavant wurde gegen Ende des 10. Jahrhunderts als zur Abtei Marmoutier gehörendes Priorat gegründet. 

## Bevölkerungsentwicklung
| Jahr                       | 1962 | 1968 | 1975 | 1982 | 1990 | 1999 | 2010 | 2018 |
| Einwohner                  | 224  | 202  | 189  | 218  | 227  | 238  | 262  | 263  |
| Quellen: Cassini und INSEE |      |      |      |      |      |      |      |      |

## Sehenswürdigkeiten

### Dorfkirche Saint-Nicolas
Die romanische Dorfkirche Saint-Nicolas ist wegen ihrer Fresken aus der Mitte des 12. Jahrhunderts bekannt geworden. Sie wurde vermutlich um 1120 von Mönchen der Abtei errichtet. Der anspruchslose Bau aus weißen Quadersteinen war ursprünglich eine dreischiffige Basilika; heute fehlen die Seitenschiffe.

#### Fresken im Chor
Die im Chor beschädigt erhaltenen Fresken wurden 1945 freigelegt. In der Apsiskalotte ist die „Majestas Domini“ mit den Evangelistensymbolen und Engeln dargestellt. Das Tonnengewölbe des Chorjochs zeigt in zwei Bildzonen Begebenheiten aus der Kindheit Christi, von Mariä Verkündigung bis Flucht nach Ägypten.

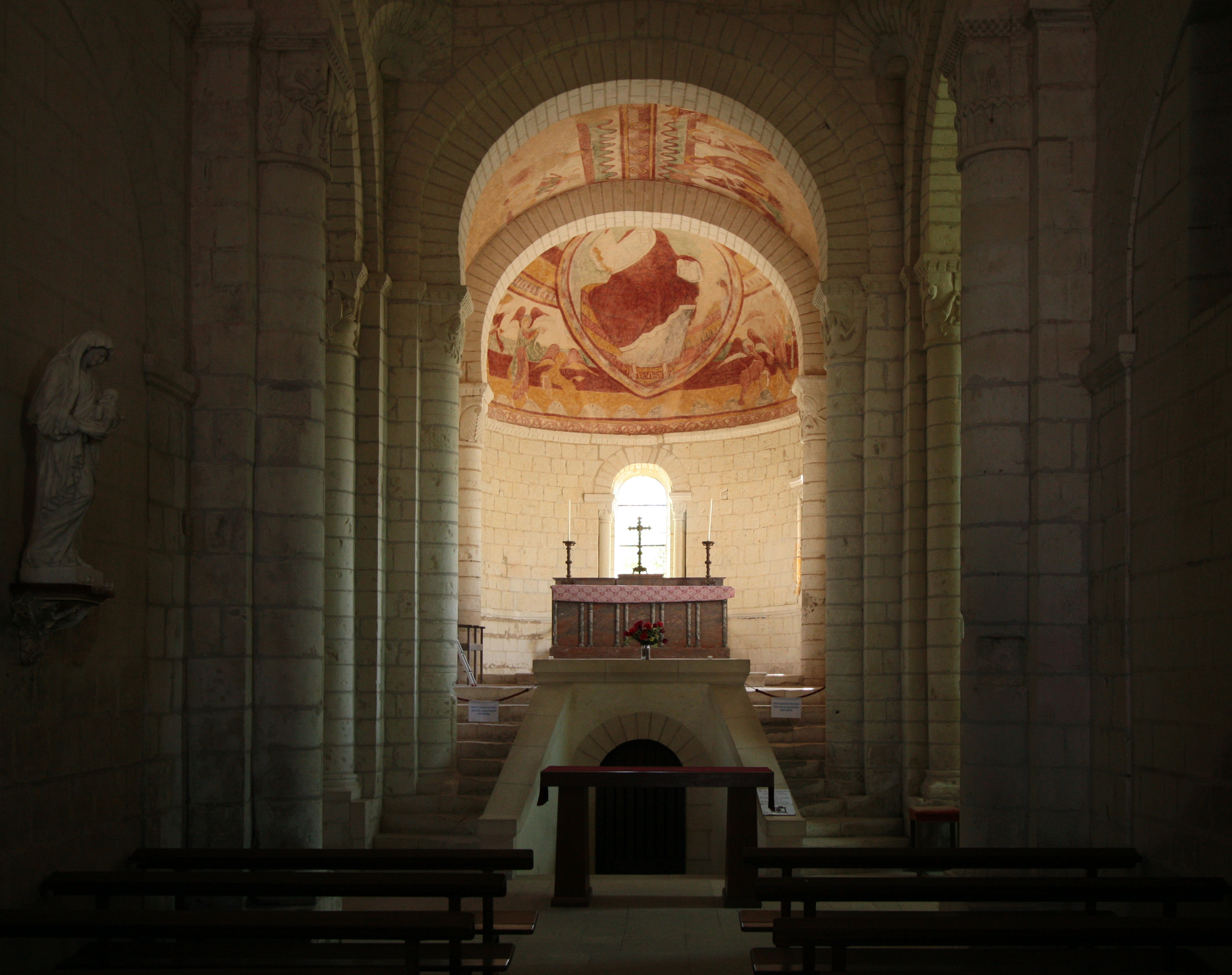
Innenraum und Apsis
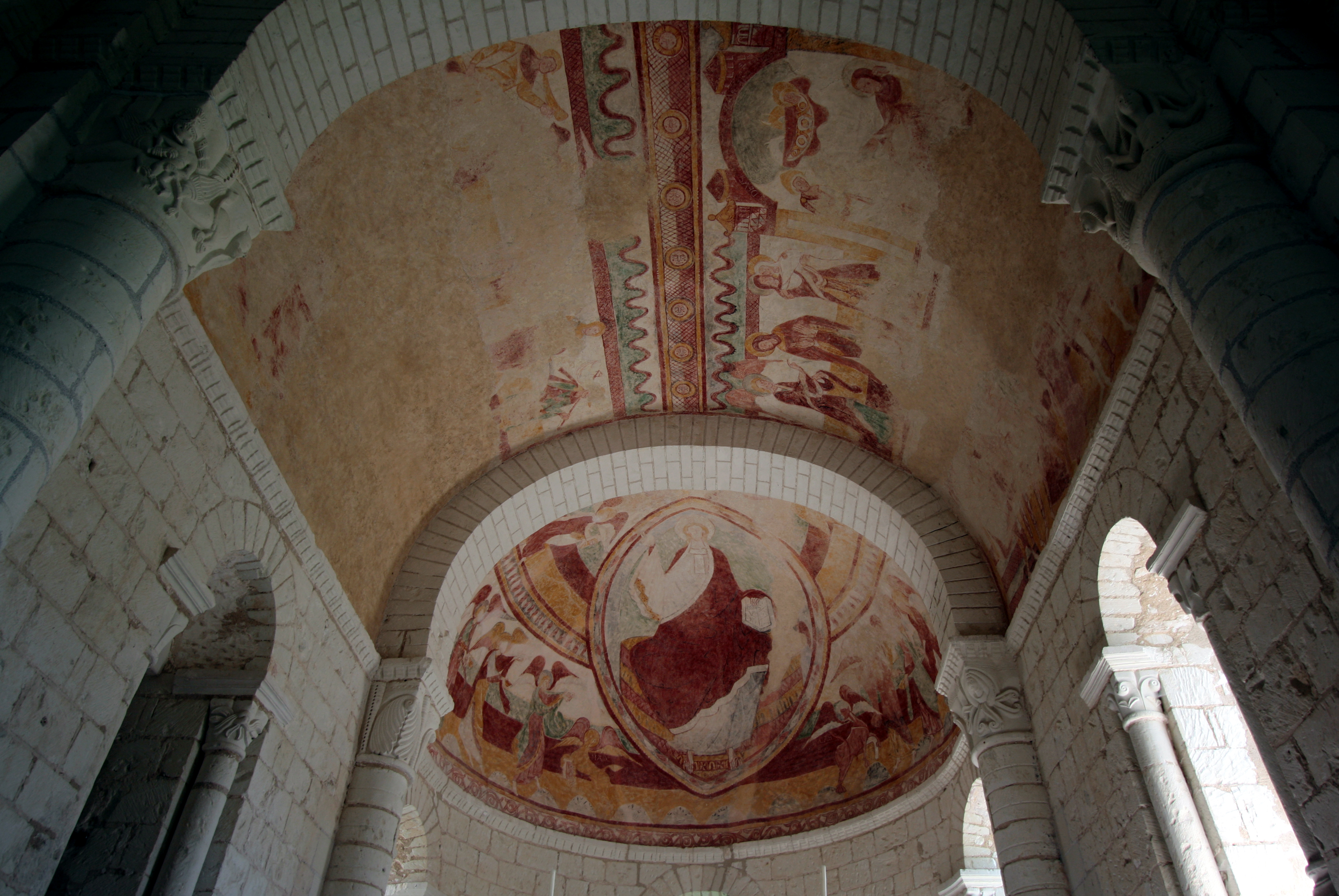
Ausmalung der Apsis

#### Fresken in der Krypta
Die eigentliche Überraschung der Kirche ist die Krypta. Acht gedrungene Säulen tragen ein vollständig mit kleinfigurigen Darstellungen ausgemaltes Gewölbe. Sie sind wohl niemals übermalt worden und wechseln ohne erkennbar sinnvolle Abfolge zwischen biblischen Szenen, Darstellungen von Heiligen, allegorischen sowie kosmologischen Themen.